# Военный резерв
Вое́нный резе́рв (резерв — фр. réserve, от лат. reservare) — сберегать, сохранять) — система, обеспечивающая мобилизацию в вооружённые силы государства граждан, находящихся в резерве, в случае возникновения необходимости в этом.
В других источниках указано что Резерв военный (Резерв) — части войск для поддержки (подкрепления) расположенных впереди войск, для обеспечения (защиты) их флангов и тыла, и он должен быть готовым для всевозможных случайностей боя, например: Резервный фронт, Фронт резервных армий, Резервная армия и так далее.

## История
Обычно резервисты привлекаются, когда в государстве проходит мобилизация на тотальную войну или против военного вторжения. Резерв обычно не входит в состав постоянных вооружённых сил. Наличие резерва позволяет государству сократить военные расходы в мирное время при сохранении вооружённых сил в боевой готовности. Его аналогом в истории может послужить модель военного набора до эпохи регулярных армий.
В некоторых государствах, например, в США, Испании и Великобритании, члены резерва являются гражданскими, которые тренируют военные навыки, что обычно занимает у них одни выходные в месяц. Они могут заниматься этим как в частном порядке, так и в составе постоянных запасных полков вроде территориальной армии Великобритании. Иногда ополчение может являться частью военного резерва, как в случае Национальной гвардии США. Территориальная оборона — особый вид резерва, который может применяться лишь в случае военного вторжения.
В других государствах: Швеции, Финляндии, Республике Корее и Израиле — служба в резерве обязательна в течение нескольких лет после исполнения воинской обязанности.
Военный резерв как совокупность граждан отличается от резервных формирований, которые иногда также называют военным резервом, но которые являются группировками военнослужащих или частей, не участвующих в сражении по решению их командира для использования в случае непредвиденной ситуации, бокового удара или для использования удобного случая.

## Резервы национальных вооружённых сил

### Канада
- Основной резерв Канадских вооружённых сил
- Дополнительный резерв Канадских вооружённых сил
- Канадские рейнджеры
- Служба профессиональной поддержки и обучения организаций курсантов
- Резерв ВМС Канадских вооружённых сил
- Резерв ВВС Канадских вооружённых сил
- Резерв системы здравоохранения